# イルマ (作曲家)
イルマ（朝鮮語: 이루마、英語: Yiruma, Lee Ru-ma、中国語: 李閏珉, 1978年2月15日 - ）は、大韓民国の作曲家、ピアニスト、音楽プロデューサーである。

## 経歴
イルマは、ソウルで牧師の息子として生まれた。5歳のときにピアノを始め、11歳のときにイギリスのパーセル音楽学校に留学、キングス・カレッジ・ロンドンを卒業。2001年5月に「Love Scene」でデビューした。
2001年12月、セカンドアルバム「First Love」をリリース。冬のソナタの挿入曲として使用された。

## アルバム

### スタジオアルバム
- Love Scene (2001)
- First Love (2001)
- From the Yellow Room (2003)
- Nocturnal Lights... They Scatter (2004)
- Destiny of Love (2005)
- Poemusic (2005)
- "H.I.S. Monologue" (2006)
- P.N.O.N.I. (2008)
- Stay in Memory (2012)
- Healing Piano (2013)
- Blind Film (2013)
- Atmosfera - Yiruma Special Album (2014)
- Piano (2015)

### ライブアルバム
- Yiruma: Live at HOAM Art Hall (2005)